# Šišava (Serbia)
Šišava (cyr.	Шишава) – wieś w Serbii, w okręgu jablanickim, w gminie Vlasotince. W 2011 roku liczyła 1068 mieszkańców.